# Wabi (software)
Wabi era un producto comercial de Sun Microsystems que implementaba la API Win16 de Microsoft Windows sobre el sistema operativo Solaris. También se publicó una versión para Linux por Caldera Systems. Wabi soportaba aplicaciones desarrolladas para Windows 3.1, Windows 3.11, y Windows para Grupos de trabajo.
Cuando su nombre fue discutido en el comienzo de 1990, se suponía que era para Wabi "Windows Application Binary Interface", pero antes de que la aplicación fuese libertada de Sun declaró que no se trataba de un acrónimo.
Wabi requería una instalación de Windows 3.x para trabajar, lo que significaba que también requería una licencia de Windows, a diferencia de otros esfuerzos que se hacían por aplicar todo el API de Windows como Wine.
En conjunción con el desarrollo de Wabi, Sun inició un trabajo por crear una estándar ISO que fuese una definición no propietaria de la API de Windows. The Public Windows Initiative (PWI) surgió con la intención de hacer un estándar a disposición del público que ayudase a Sun y otras compañías que deseaban clonar la interfaz de programación de Microsoft Windows.
Wabi 2.2b recibió la licencia de Caldera de permitir a sus usuarios ejecutar aplicaciones Windows en Linux, junto con el también licenciado DOS Merge.
El desarrollo de Wabi fue descontinuado en diciembre de 1997.